# 千葉百音
千葉 百音（ちば もね、英語: Mone Chiba、2005年5月1日 - ）は、日本のフィギュアスケート選手（女子シングル）。2025年世界選手権3位。2024年四大陸選手権優勝、2023年四大陸選手権3位。2024年グランプリファイナル2位。

## 人物
宮城県仙台市出身。仙台市立寺岡中学校、東北高等学校卒業、2024年早稲田大学へ進学。
テレビ放送されていたフィギュアスケートの試合を観たことがきっかけで、4歳からフィギュアスケートを始める。
小さい頃は、ジャンプより、スピードを出してリンクを駆け抜けるほうが楽しかった、と語っている。
同じ仙台市出身の憧れの選手である羽生結弦は、子供のころからお兄ちゃんのような存在であり、小学校に上がってから初めて、羽生のフィギュアスケート選手としてのすごさに気付いたという。
平日は放課後のほか、週2回程度は朝6時から朝練習をしており、フィギュアスケートの感覚を失わないように、土日も含めて毎日練習時間を確保している。
将来は、心技体が一つになった演技をして観客を笑顔に出来るような、世界で戦えるスケーターになることが目標であると語っている。
2023年5月、練習拠点を仙台市から京都府宇治市に移し、木下アカデミー所属となり濱田美栄コーチに師事することが発表された。

## 経歴

### ノービス時代
2015–16シーズン、東北・北海道選手権大会ノービスBクラスにて3位となり、全日本ノービス選手権に進出。全日本ノービス選手権Bクラスでは、2回転アクセルで転倒するものの、その他のジャンプを決めて、21位となる。
2016–17シーズン、東北・北海道選手権大会ノービスAクラスで3位。全日本ノービス選手権Aクラスでは、ジャンプにミスがあり、29位となる。
2017–18シーズン、初の国際試合となる、アジアフィギュア杯に出場。ショートプログラムで1位に着けたが、フリースケーティングにてジャンプにミスがあり5位。トータルでは5位となった。東北・北海道選手権大会ノービスAクラスでは、88.12点を獲得して優勝。全日本ノービス選手権Aクラスでは、84.11点獲得で、6位に入る。

### ジュニア時代

#### 2018–19シーズン
東北・北海道選手権大会で、140.51点を獲得して優勝。
東日本ジュニア選手権では、ショートプログラムにてコンビネーションジャンプのセカンドジャンプが回転不足となるがその他の演技をまとめて4位に着ける。フリースケーティングでは、3回転フリップが1回転となるミスはあったものの、フリーで101.27点獲得して4位。トータルで152.65点獲得で3位と表彰台に上がり、全日本ジュニア選手権進出を決めた。
初出場となった全日本ジュニア選手権では、ショートプログラムで8位に着けるが、ジャンプ7本中3回の転倒を含めて4本がミスとなり、フリースケーティングは83.41点獲得で19位にとどまる。トータル136.91点獲得で18位となった。

#### 2019–20シーズン
東北・北海道選手権大会では、ショートプログラム・フリースケーティングともに1位となり、トータル151.72点獲得で連覇を達成。
東日本ジュニア選手権では、ショートプログラムで3位に着ける。フリースケーティングでは、105.58点獲得して1位となり、トータル160.94点獲得で逆転で優勝。2年連続での全日本ジュニア選手権への出場を決めた。
全日本ジュニア選手権では、ショートプログラムで3回転ルッツで軽微なエッジエラーがあったもののジャンプすべてを着氷、スピンすべてでレベル4を獲得して56.51点を獲得、7位スタートとなる。フリースケーティングでは、ジャンプで軽微なエッジエラーやステップでのミスはあったものの、フリー6位となる8 105.08点を獲得。トータルでは161.59点獲得で6位と、ショートプログラムより順位を上げた。
全日本ジュニア選手権の成績により推薦で出場した全日本選手権では、ショートプログラムにて2回転アクセルの着氷が乱れたものの、のびのびとした演技を見せて17位に着ける。フリースケーティングでは、ジャンプの回転不足や転倒があり、97.74点獲得で19位。トータル150.50点獲得で18位となった。
シーズン終盤は、チャレンジカップに出場。ショートプログラムにて、3回転ルッツで軽微なエッジエラーはあったものの、その他の演技をミスなくまとめて64.65点獲得で1位となる。フリースケーティングでは、コンビネーションジャンプで回転不足があり、ルッツジャンプで軽微なエッジエラーはあったが、117.21点獲得で1位。トータル181.86点獲得で、国際大会初優勝を飾った。

#### 2020–21シーズン
東北・北海道選手権大会では、ショートプログラム・フリースケーティングともに1位となり、トータル151.52点獲得で三連覇を達成。
東日本ジュニア選手権では、ショートプログラムにてジャンプすべてを着氷させて、スピンすべてでレベル4を獲得して1位となる。フリースケーティングでは、ジャンプにミスが目立ち4位となるが、トータル149.95点獲得で2位となり、全日本ジュニア選手権進出を決めた。
全日本ジュニア選手権では、ショートプログラムで冒頭の3回転フリップで転倒。コンビネーションジャンプに繋げられずに得点が伸びず、53.17点で13位と出遅れる。フリースケーティングでは、ジャンプの回転不足が目立ったものの99.30点獲得で8位となり、トータル152.47点獲得で8位と順位を上げた。
全日本選手権に二年連続で出場。ショートプログラムでは、コンビネーションジャンプで転倒、ステップでも転倒があり、24位でフリースケーティングに進出。フリースケーティングでは、ジャンプでの転倒はあったものの103.77点獲得で18位となり、トータル158.22点獲得で18位とショートプログラムより順位を上げた。

#### 2021–22シーズン
東北・北海道選手権大会では、ショートプログラム・フリースケーティングともに1位となり、トータル147.57点獲得で四連覇を達成。
東日本ジュニア選手権では、ショートプログラムにて演技後半の3回転フリップで転倒したが、57.64点獲得で3位に着ける。フリースケーティングでは、ジャンプでミスはあったが、スピンすべてでレベル4を獲得、104.13点獲得で3位となり、トータルでも161.77獲得で3位に入った。
全日本ジュニア選手権では、ショートプログラムでコンビネーションジャンプの回転不足の判定があり、58.97点獲得で7位に着ける。フリースケーティングでは、すべてのジャンプを着氷させて、スピンすべてでレベル4を獲得。フリースケーティング2位となる116.44点を獲得、トータル175.41点で3位となり、全日本ジュニア選手権で初の表彰台に立った。
三年連続での出場となった全日本選手権では、すべてのジャンプを減点なく成功させ、スピン・ステップすべてでレベル4を獲得。ノーミスの演技を披露して9位に着ける。フリースケーティングでは、3回転ルッツ-3回転トウループのコンビネーションジャンプのセカンドジャンプで着氷が乱れたが、その後は3回転フリップ-2回転トウループや3回転フリップからの三連続ジャンプなど、ジャンプすべてを成功させる。演技終盤のコレオシークエンスで転倒はあったが、フリースケーティングで119.89点を獲得。トータル184.30点を獲得で11位とフリースケーティングより順位を落としたが、着氷が乱れたジャンプ以外はエッジエラーも回転不足もなく、演技をまとめた。
2022年全国高等学校スケート選手権では、2位に入る。
シーズン終盤には国際大会二大会に出場。チャレンジカップでは、ショートプログラムで3回転フリップに軽微な回転不足の判定はあったが、66.42点獲得で首位に立つ。フリースケーティングでは、演技冒頭の3回転ループと3回転ルッツ-3回転トウループのコンビネーションジャンプで回転不足の判定を受け、2回転アクセルでの転倒などジャンプでのミスはあったが、演技後半の3回転フリップからの三連続ジャンプを決めるなど、フリー1位となる108.87点を獲得。トータル175.29点獲得で優勝した。
シーズン最終戦は、エーニャスプリング杯シニアクラスに出場。ショートプログラムでは、すべてのジャンプを着氷させて、スピン・ステップすべてでレベル4を獲得して2位に着ける。
フリースケーティングでは、ジャンプで2度の転倒はあったが、110.82点獲得で3位。トータル178.60点獲得で3位に入った。

#### 2022–23シーズン
国内試合出場を経て、ジュニアグランプリシリーズデビュー戦となる、ソリダリティ杯に出場。ショートプログラムでは、コンビネーションジャンプの3回転ルッツで軽微なエッジエラー判定とはなったものの、2回転アクセルと3回転ループを成功させて、70.16点を獲得。国際スケート連盟公認大会初出場で70点超えを達成して首位に立つ。フリースケーティングでは、冒頭の3回転ルッツ-3回転トウループのコンビネーションジャンプを成功させると、単独の3回転ジャンプや、演技後半の3回転フリップｰ2回転アクセルのジャンプシークエンスを決める。最後のジャンプである、3回転ルッツからの3連続ジャンプで軽微な回転不足はあったものの、ほぼミスのない演技を見せてフリースケーティング2位となる135.66点を獲得。トータルでは、フリーで3回転アクセルを成功させて、回転不足ながら4回転トウループを着氷させた島田麻央に逆転は許したが、200点超えを達成する205.82点を獲得して2位に入った。
ジュニアグランプリシリーズ二戦目は、エーニャノイマルクトに出場。ショートプログラムでは、3回転ルッツ-3回転トウループのコンビネーションジャンプのセカンドジャンプで4分の1の回転不足との判定を受け、フライングスピンでバランスを崩してしまいレベルを取れずに0点となるなど得点を伸ばせず、64.07点で3位スタートとなる。フリースケーティングでは、冒頭の3回転ルッツ-3回転トウループのコンビネーションジャンプのセカンドジャンプで回転不足の判定を受ける。その後は、3回転フリップ-2回転アクセルのジャンプシークエンスを決めるなど順調に演技を進めるが、三連続コンビネーションを予定していた、3回転ルッツで転倒。スピンすべてでレベル4を獲得するも、フリー4位となる121.66点と得点を伸ばせず、トータルでも185.73点で4位と表彰台に一歩届かなかった。
全日本ジュニア選手権では、ショートプログラムにて3回転ルッツ-3回転トウループのコンビネーションジャンプのセカンドジャンプで回転不足との判定を受けるものの、その他のジャンプを成功させて、すべてのスピンとステップでレベル4を獲得。65.72点獲得で2位につける。
フリースケーティングでは、冒頭の3回転ルッツ-3回転トウループのコンビネーションジャンプを成功させる。単独の3回転フリップで軽微な回転不足との判定を受けたが、演技後半で3回転フリップ-2回転アクセルのジャンプシークエンスや、3回転ルッツからの三連続ジャンプを成功させて、スピンすべてでレベル4を獲得。フリースケーティング2位となる127.43点を獲得して、トータルでも193.15点獲得で2位となった。
全日本ジュニア選手権の成績により、年末の全日本フィギュアスケート選手権への推薦出場が決まった。
全日本選手権では、ショートプログラムにて2回転アクセル、3回転ルッツ-3回転トウループのコンビネーションジャンプ、単独の3回転フリップと全てのジャンプを成功させて、スピン・ステップ全てでレベル4を獲得。ISU非公認ながら自己ベストを上回る71.06点を獲得して3位に着ける。
フリースケーティングでは、コンビネーションジャンプを予定していた3回転ルッツの軸が斜めになり転倒するも、続く2回転アクセルに3回転トウループをつけてリカバリーに成功する。その後は、演技後半のジャンプシークエンスや三連続ジャンプを着氷、スピンすべてでレベル4を獲得。ジャンプで僅かな回転不足はあったものの、フリースケーティング7位となる129.06点を獲得。トータル200.12点獲得と200点超えを達成、ショートプログラムから順位は落としたものの5位と健闘した。
全日本選手権の成績により、四大陸選手権への出場が決まった。
四大陸選手権では、ショートプログラムにて、3回転ルッツ-3回転トウループのコンビネーションジャンプが両方のジャンプで回転不足との判定を受けて減点となる。単独の3回転フリップを高い加点で成功させて、スピン・ステップ全てでレベル4を獲得。ミスを最小限に抑えて67.28点で7位に着ける。
フリースケーティングでは、冒頭の3回転ルッツ-3回転トウループのコンビネーションジャンプのセカンドジャンプが4分の1回転不足との判定を受ける。その後は、2回転アクセルや3回転サルコウ、3回転ループなどをジャンプを成功させて勢いに乗ると、演技後半の3回転フリップ-2回転アクセルのジャンプシークエンス、3回転ルッツからの三連続ジャンプを成功。スピンすべてでレベル4を獲得するなど、フリースケーティングの自己ベストを更新する137.70点を獲得して2位となり、トータル204.98点で銅メダルを獲得。シニアのチャンピオンシップ大会初出場で表彰台に立った。
シーズン最終戦はプランタン杯に出場。ショートプログラムでは、コンビネーションジャンプで軽微なエッジエラーや4分の1回転不足の判定を受けるものの、66.97点を獲得して首位に立つ。
フリースケーティングでは、3回転サルコウでの転倒や、回転不足や軽微なエッジエラー等、ジャンプでのミスはあったものの、スピン・ステップ全てでレベル4を獲得。フリースケーティング1位となる124.02点を獲得、トータル190.99点で優勝した。

### シニア時代

#### 2023–24シーズン：四大陸選手権初優勝
2023–24シーズンからシニアに移行。木下アカデミーに移籍し、濱田美栄に師事することになった。シーズン前半、グランプリシリーズのスケートアメリカでは6位、フランス杯では9位に終わった。環境を変えてから練習中に息苦しさを感じるようになっていた千葉は、フランス杯後に病院を受診し、運動誘発性喘息と診断された。治療をしながら調整し挑んだ全日本選手権では、ショートプログラムで68.02点をマークし3位発進、フリースケーティングでは141.25点をマークし、総合209.27点で坂本花織に次ぐ2位に入った。この結果、千葉は自身初となる世界選手権の代表に選出された。
2月の四大陸選手権のショートプログラムでは、自己ベストを更新する71.10点で首位発進。フリースケーティングでも自己ベストの143.88点をマークし、総合214.98点で金彩然らを抑えて初優勝を飾った。
3月の世界選手権のショートプログラムでは、後半の3回転ルッツの回転が抜けてしまい、62.64点の13位発進。フリースケーティングでは3回転ループでミスが出たものの、フリーでは5位の132.82点、総合195.46点で7位に追い上げた。優勝した坂本花織との順位合計は出場枠3枠獲得条件の「13以下」を満たす「8」となり、日本女子の来季出場枠獲得にも貢献した。

#### 2024–25シーズン
NHK杯では、SPで71.69点、フリーで140.85点、合計で自己新記録の212.54点で2位となり、初出場での表彰台入りを果たした。続く中国杯も2位となり、グランプリファイナル初出場を決めた。昨シーズン出ることが叶わなかったグランプリファイナルでは会心の演技を見せて2位となった。全日本選手権ではショート3位で74.72の自己ベストを更新した。フリースケーティングでは惜しくも130.97で合計205.69の総合4位となった。インタビューでは「悔しさから得る強さも大事」と今後への強い意志を示した。さらに、3度目の四大陸選手権、2度目の世界選手権への切符を掴んだ。
その世界選手権のショートで73.44点を出し自己ベストを更新、日本選手トップの2位につけた。フリーでは自己ベストにわずかに及ばなかったものの141.80点を出し、ショートの合計で自己ベストを更新する215.24点で世界選手権初のメダルとなる3位に入った。

## 技術・演技
5種類の3回転ジャンプを跳ぶことが出来る。ルッツジャンプは、軽微なエッジエラーとして判定されることがある。
オリンピック出場を目指して4回転トウループと3回転アクセルの習得に取り組んでいる。
スピン、ステップは高難易度のレベル4を取ることが多い。スピンはジュニア時代から回転の速度が上がるスピンを得意として評価されている。

## 競技成績

### ISUパーソナルベストスコア
- SP - ショートプログラム、FS - フリースケーティング
- TSS - 部門内合計得点（英: Total segment score）は太字
- TES - 技術要素点（英: Technical element score）、PCS - 演技構成点（英: Program component score）

| 部門 | 種類 | 得点   | 大会               |
| ---- | ---- | ------ | ------------------ |
| 総合 | TSS  | 215.24 | 2025年世界選手権   |
| SP   | TSS  | 73.44  | 2025年世界選手権   |
| SP   | TES  | 39.34  | 2025年世界選手権   |
| SP   | PCS  | 34.10  | 2025年世界選手権   |
| FS   | TSS  | 143.88 | 2024年四大陸選手権 |
| FS   | TES  | 75.42  | 2024年四大陸選手権 |
| FS   | PCS  | 68.65  | 2024年中国杯       |

### 戦績表
- マークが付いている大会は国際スケート連盟公認の国際大会
- GP - ISUグランプリシリーズ
- CS - ISUチャレンジャーシリーズ

| 大会名                       | 2019–20 | 2020–21 | 2021–22 | 2022–23 | 2023–24 | 2024–25   | 2025–26 |
| ---------------------------- | ------- | ------- | ------- | ------- | ------- | --------- | ------- |
| 世界選手権                   |         |         |         |         | 7位     | 3位       |         |
| 四大陸選手権                 |         |         |         | 3位     | 1位     | 6位       |         |
| GP ファイナル                |         |         |         |         |         | 2位       |         |
| GP フィンランディア杯        |         |         |         |         |         |           | TBD     |
| GP スケートカナダ            |         |         |         |         |         |           | TBD     |
| GP NHK杯                     |         |         |         |         |         | 2位       |         |
| GP 中国杯                    |         |         |         |         |         | 2位       |         |
| GP スケートアメリカ          |         |         |         |         | 6位     |           |         |
| GP フランス杯                |         |         |         |         | 9位     |           |         |
| CS ネーベルホルン杯          |         |         |         |         |         | 4位       |         |
| CS オータムクラシック        |         |         |         |         | 6位     |           |         |
| 冬季ユニバーシティーゲームズ |         |         |         |         |         | 2位       |         |
| プランタン杯                 |         |         |         | 1位     |         |           |         |
| エーニャスプリング杯         |         |         | 3位     |         |         |           |         |
| 世界国別対抗戦               |         |         |         |         |         | 2位 (5位) |         |
| 全日本選手権                 | 18位    | 20位    | 11位    | 5位     | 2位     | 4位       |         |

- JGP - ISUジュニアグランプリシリーズ
- 無印 - ジュニアクラス
- N - アドバンスドノービスクラス、A - ノービスAクラス、B - ノービスBクラス

| 大会名                   | 2015–16 | 2016–17 | 2017–18 | 2018–19 | 2019–20 | 2020–21 | 2021–22 | 2022–23 |
| ------------------------ | ------- | ------- | ------- | ------- | ------- | ------- | ------- | ------- |
| JGP アルメニア杯         |         |         |         |         |         |         |         | 中止    |
| JGP ソリダリティ杯       |         |         |         |         |         |         |         | 2位     |
| JGP エーニャノイマルクト |         |         |         |         |         |         |         | 4位     |
| チャレンジカップ         |         |         |         |         | 1位     |         | 1位     |         |
| アジアフィギュア杯       |         | 5位 N   |         |         |         |         |         |         |
| 全日本ジュニア選手権     |         |         |         | 18位    | 6位     | 8位     | 3位     | 2位     |
| 全日本ノービス選手権     | 21位 B  | 29位 A  | 6位 A   |         |         |         |         |         |

### 詳細
- パーソナルベストは太字で表示

| 2024-2025 シーズン    |                                                                  |         |          |                 |
| 開催日                | 大会名                                                           | SP      | FS       | 結果            |
| 2025年4月17日 - 20日  | 2025年世界フィギュアスケート国別対抗戦（東京）                   | 4 69.66 | 5 138.52 | 2 団体 (208.18) |
| 2025年3月25日 - 30日  | 2025年世界フィギュアスケート選手権（ボストン）                   | 2 73.44 | 3 141.80 | 3 215.24        |
| 2025年2月18日 - 23日  | 2025年四大陸フィギュアスケート選手権（ソウル）                   | 2 71.20 | 7 123.88 | 6 195.08        |
| 2025年1月13日 - 23日  | FISU 冬季ワールドユニバーシティゲームズ（トリノ）                | 1 72.00 | 2 131.85 | 2 203.85        |
| 2024年12月19日 - 22日 | 第93回全日本フィギュアスケート選手権（門真）                     | 3 74.72 | 7 130.97 | 4 205.69        |
| 2024年12月5日 - 8日   | 2024/2025 ISUグランプリファイナル（グルノーブル）                | 2 69.33 | 2 139.52 | 2 208.85        |
| 2024年11月22日 - 24日 | ISUグランプリシリーズ 中国杯（重慶）                             | 1 70.86 | 2 141.05 | 2 211.91        |
| 2024年11月8日 - 10日  | ISUグランプリシリーズ NHK杯（東京）                              | 2 71.69 | 2 140.85 | 2 212.54        |
| 2024年9月19日 - 21日  | ISUチャレンジャーシリーズ ネーベルホルン杯（オーベルストドルフ） | 2 67.95 | 5 125.42 | 4 193.37        |

| 2023-2024 シーズン     |                                                      |          |           |          |
| 開催日                 | 大会名                                               | SP       | FS        | 結果     |
| 2024年3月18日 - 24日   | 2024年世界フィギュアスケート選手権（モントリオール） | 13 62.64 | 5 132.82  | 7 195.46 |
| 2024年1月30日 - 2月4日 | 2024年四大陸フィギュアスケート選手権（上海）         | 1 71.10  | 1 143.88  | 1 214.98 |
| 2023年12月20日 - 24日  | 第92回全日本フィギュアスケート選手権（長野）         | 3 68.02  | 2 141.25  | 2 209.27 |
| 2023年11月3日 - 5日    | ISUグランプリシリーズフランスグランプリ（アンジェ）  | 9 56.59  | 10 108.17 | 9 164.76 |
| 2023年10月20日 - 22日  | ISUグランプリシリーズ スケートアメリカ（アレン）     | 5 64.24  | 6 113.55  | 6 177.79 |

| 2022-2023 シーズン      |                                                              |         |          |          |
| 開催日                  | 大会名                                                       | SP      | FS       | 結果     |
| 2023年3月17日 - 19日    | 2023年プランタン杯（ルクセンブルク）                         | 1 66.97 | 1 124.02 | 1 190.99 |
| 2023年2月7日 - 12日     | 2023年四大陸フィギュアスケート選手権（コロラドスプリングス） | 7 67.28 | 2 137.70 | 3 204.98 |
| 2022年12月21日 - 25日   | 第91回全日本フィギュアスケート選手権（門真）                 | 3 71.06 | 7 129.06 | 5 200.12 |
| 2022年11月25日 - 27日   | 第91回全日本フィギュアスケートジュニア選手権（ひたちなか）   | 2 65.72 | 2 127.43 | 2 193.15 |
| 2022年10月12日 - 15日   | ISUジュニアグランプリ エーニャノイマルクト（エーニャ）       | 3 64.07 | 4 121.66 | 4 185.73 |
| 2022年9月28日 - 10月1日 | ISUジュニアグランプリ ソリダリティ杯（グダニスク）           | 1 70.16 | 2 135.66 | 2 205.82 |
| 2022年9月21日 - 24日    | ISUジュニアグランプリ アルメニア杯（エレバン）               |         |          | 中止     |

| 2021-2022 シーズン    |                                                        |         |           |           |
| 開催日                | 大会名                                                 | SP      | FS        | 結果      |
| 2022年4月7日 - 10日   | 2022年エーニャスプリングトロフィー（エーニャ）         | 2 67.78 | 3 110.82  | 3 178.60  |
| 2022年2月24日 - 27日  | 2022年チャレンジカップジュニアクラス（ティルブルフ）   | 1 66.42 | 1 108.87  | 1 175.29  |
| 2021年12月22日 - 26日 | 第90回全日本フィギュアスケート選手権（さいたま）       | 9 64.41 | 12 119.89 | 11 184.30 |
| 2021年11月19日 - 21日 | 第90回全日本フィギュアスケートジュニア選手権（名古屋） | 7 58.97 | 2 116.44  | 3 175.41  |

| 2020-2021 シーズン    |                                                      |          |           |           |
| 開催日                | 大会名                                               | SP       | FS        | 結果      |
| 2020年12月24日 - 27日 | 第89回全日本フィギュアスケート選手権（長野）         | 24 54.45 | 18 103.77 | 20 158.22 |
| 2020年11月21日 - 23日 | 第89回全日本フィギュアスケートジュニア選手権（八戸） | 13 53.17 | 8 99.30   | 8 152.47  |

| 2019-2020 シーズン    |                                                      |          |          |           |
| 開催日                | 大会名                                               | SP       | FS       | 結果      |
| 2020年2月20日 - 23日  | 2020年チャレンジカップジュニアクラス（ハーグ）       | 1 64.65  | 1 117.21 | 1 181.86  |
| 2019年12月19日 - 22日 | 第88回全日本フィギュアスケート選手権（東京）         | 17 52.76 | 19 97.74 | 18 150.50 |
| 2019年11月15日 - 17日 | 第88回全日本フィギュアスケートジュニア選手権（横浜） | 7 56.51  | 6 105.08 | 6 161.59  |

| 2018-2019 シーズン    |                                                      |         |          |           |
| 開催日                | 大会名                                               | SP      | FS       | 結果      |
| 2018年11月23日 - 25日 | 第87回全日本フィギュアスケートジュニア選手権（福岡） | 8 53.50 | 19 83.41 | 18 136.91 |

| 2017-2018 シーズン    |                                                              |         |         |          |
| 開催日                | 大会名                                                       | SP      | FS      | 結果     |
| 2017年10月20日 - 22日 | 第21回全日本フィギュアスケートノービス選手権 Aクラス（大津） |         | 6 84.11 | 6 84.11  |
| 2017年8月2日 - 5日    | 2017年アジアフィギュア杯アドバンスドノービスクラス（香港）   | 1 41.35 | 5 59.22 | 5 100.57 |

| 2016-2017 シーズン    |                                                              |    |          |          |
| 開催日                | 大会名                                                       | SP | FS       | 結果     |
| 2016年10月21日 - 23日 | 第20回全日本フィギュアスケートノービス選手権 Aクラス（尼崎） |    | 29 65.11 | 29 65.11 |

| 2015-2016 シーズン    |                                                                |    |          |          |
| 開催日                | 大会名                                                         | SP | FS       | 結果     |
| 2015年10月23日 - 25日 | 第19回全日本フィギュアスケートノービス選手権 Bクラス（西東京） |    | 21 53.73 | 21 53.73 |

## プログラム使用曲
| シーズン | ショートプログラム                                                                                          | フリースケーティング | エキシビション |
| -------- | --- | --- | --- |
| 2023–24  | 黒い瞳 演奏：Les Yeux Noirs 振付：ミーシャ・ジー                                                            | 海の上のピアニスト The Legend of 1900 曲：エンニオ・モリコーネ 振付：鈴木明子                                                                | ヴァイオリン協奏曲 『Butterfly Lovers Concerto』 作曲：ホアン・スーユー 演奏：西崎崇子、ニュージーランド交響楽団、何占豪・陳鋼 振付：宮本賢二 映画『シンドラーのリスト』より 作曲：ジョン・ウィリアムズ 演奏：日本フィルハーモニー交響楽団 振付：鈴木明子 |
| 2022–23  | 映画『シンドラーのリスト』より 作曲：ジョン・ウィリアムズ 演奏：日本フィルハーモニー交響楽団 振付：鈴木明子 | ヴァイオリン協奏曲『Butterfly Lovers Concerto』 作曲：ホアン・スーユー 演奏：西崎崇子、ニュージーランド交響楽団、何占豪・陳鋼 振付：宮本賢二 | 映画『シンドラーのリスト』より 作曲：ジョン・ウィリアムズ 演奏：日本フィルハーモニー交響楽団 振付：鈴木明子 映画『エデンの東』より 作曲：レナード・ローゼンマン 振付：鈴木明子                                                                            |
| 2021–22  | 映画『エデンの東』より 作曲：レナード・ローゼンマン 振付：鈴木明子                                          | ヴァイオリン協奏曲『Butterfly Lovers Concerto』 作曲：ホアン・スーユー 演奏：西崎崇子、ニュージーランド交響楽団、何占豪・陳鋼 振付：宮本賢二 | — |
| 2020–21  | Two Steps From Hell 振付：岩本英嗣                                                                          | 映画『巴里のアメリカ人』より 作曲：ジョージ・ガーシュウィン 振付：岩本英嗣                                                                   | — |
| 2019–20  | ジゼル 作曲：アドルフ・アダン 振付：岩本英嗣                                                                | 映画『巴里のアメリカ人』より 作曲：ジョージ・ガーシュウィン 振付：岩本英嗣                                                                   | — |
| 2018–19  | ジゼル 作曲：アドルフ・アダン 振付：岩本英嗣                                                                | チャールダーシュ 作曲：ヴィットーリオ・モンティ                                                                                              | — |
| 2017–18  | オペラ『ローエングリン』より 結婚行進曲 作曲：リヒャルト・ワーグナー                                        | チャールダーシュ 作曲：ヴィットーリオ・モンティ                                                                                              | — |